# تلوين تفريقي

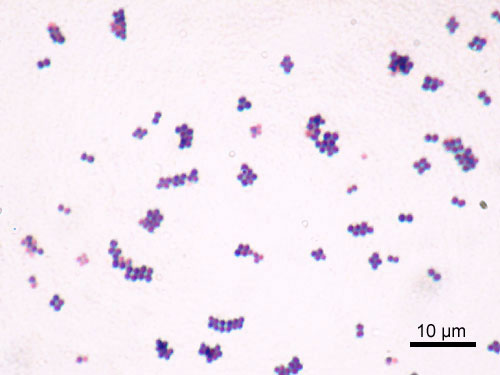

التلوين التفريقي هي عملية تلوين تستخدم أكثر من صبغة كيميائية واحدة. يمكن أن يؤدي استخدام البقع المتعددة إلى التمييز بشكل أفضل بين الكائنات الحية الدقيقة المختلفة أو الهياكل / المكونات الخلوية لكائن واحد.
يستخدم التلوين التفريقي للكشف عن التشوهات في نسبة خلايا الدم البيضاء المختلفة في الدم. تسمى العملية أو النتائج بالتعداد تفريقي لخلايا الدم البيضاء. هذا الاختبار مفيد لأن العديد من الأمراض تغير نسبة بعض خلايا الدم البيضاء. من خلال تحليل هذه الاختلافات مع الفحص السريري والاختبارات المعملية الأخرى، يمكن للمهنيين الطبيين تشخيص المرض.
من الاستخدامات الشائعة للتلوين التفريقي صبغة جرام. يستخدم تلوين غرام اثنين من الأصباغ: البنفسجية البلورية وفوشسين أو سافرانين (المنضدة) للتمييز بين البكتيريا إيجابية الغرام (طبقة كبيرة ببتيدوجليكان على السطح الخارجي للخلية) والبكتيريا السلبية الغرام.
البقع الحمضية السريعة هي أيضًا بقع تفاضلية.